# Oleandr obecný

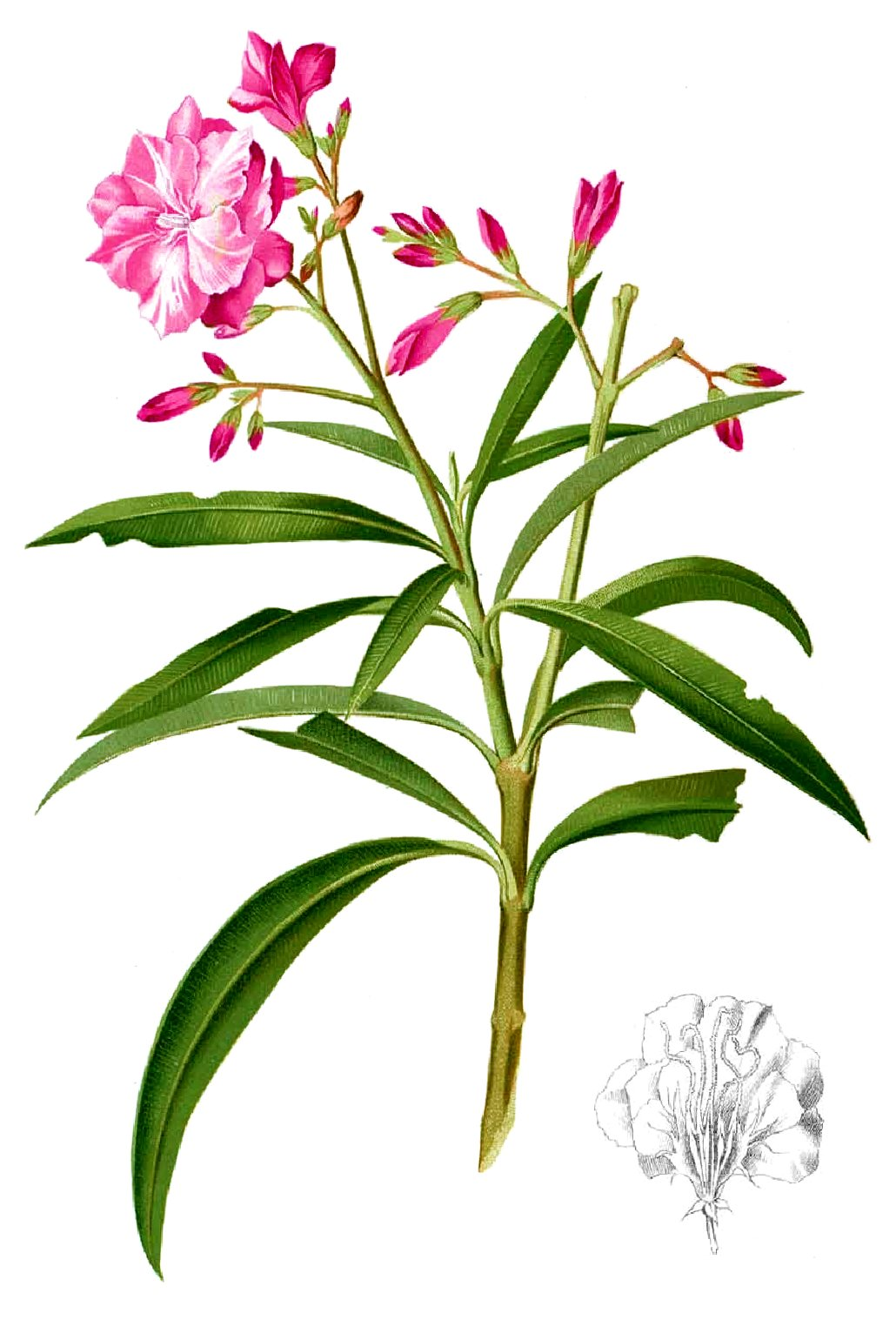
Oleandr na ilustraci z 80. let 19. století

Oleandr obecný (Nerium oleander) je druh rostliny z čeledi toješťovité a jediný zástupce rodu oleandr (Nerium). Je to keř až malý strom s tmavě zelenými, úzkými listy a nápadnými vonnými květy různých barev. Plodem je souplodí dvou měchýřků. Druh je rozšířen od Středomoří po jižní Čínu a zdomácněl i v jiných subtropických oblastech světa. 
Oleandr je smrtelně jedovatá rostlina, obsahující ve všech svých částech srdeční glykosidy, zejména oleandrin. V subtropických oblastech se často vysazuje v mnoha kultivarech jako okrasný keř, který kvete téměř po celou vegetační sezónu. Využití má i v tradiční indické medicíně. V České republice jej lze pěstovat jako kbelíkovou rostlinu. Zavádějícím názvem „žlutý oleandr“ je někdy uváděna jiná rostlina z čeledi toješťovité, tevécie oleandrolistá (Cascabela thevetia), pocházející z tropické Ameriky.

## Popis
Oleandr je stálezelený keř nebo malý strom, dorůstající výšky až 6 metrů. Rostlina roní při naříznutí vodnatou šťávu. Listy jsou úzce eliptické, kožovité, 5 až 21 cm dlouhé a 1 až 3,5 cm široké, s klínovitou až sbíhavou bází, na vrcholu špičaté až zašpičatělé, uspořádané v trojčetných přeslenech. Žilnatina je zpeřená, tvořená na rubu listu vystouplou střední žilkou a četnými paralelními postranními žilkami. 
Květy jsou nápadné, vonné, pětičetné, uspořádané v rozvolněných vrcholových chocholících. Kališní cípy jsou úzce trojúhelníkovité až úzce vejčité. Koruna je nálevkovitá s trubkovitou korunní trubkou a asymetrickými laloky překrývajícími se směrem doprava. Může mít různé barvy od bílé přes růžovou, červenou, žlutou po lososovou, často s tmavším středem. V ústí korunní trubky je třásnitá pakorunka. Tyčinek je 5 a jsou přirostlé při konci korunní trubky. Prašníky jsou střelovité a na vrcholu mají nitkovitý přívěsek, který je připojený ke čnělkové hlavě. Gyneceum je tvořeno dvěma plodolisty, které jsou zprvu volné a později srůstají do synkarpního semeníku nesoucího tlustou čnělku. V každém plodolistu je mnoho vajíček. Kvete od jara až do podzimu. Plodem je souplodí dvou dřevnatých, válcovitých, až 23 cm dlouhých měchýřků. Semena jsou pokrytá hustými hnědými chlupy.

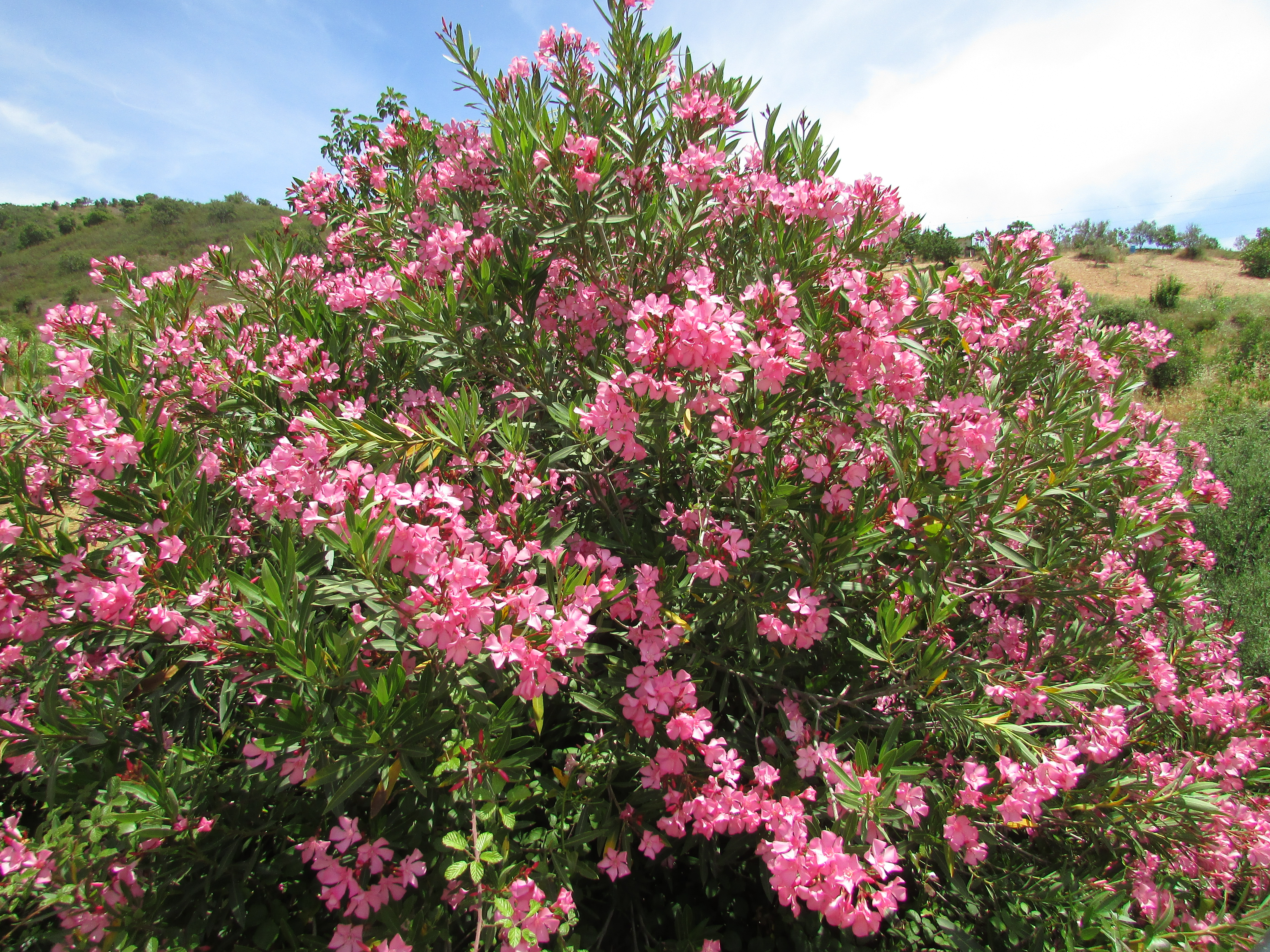
Bohatě kvetoucí keř
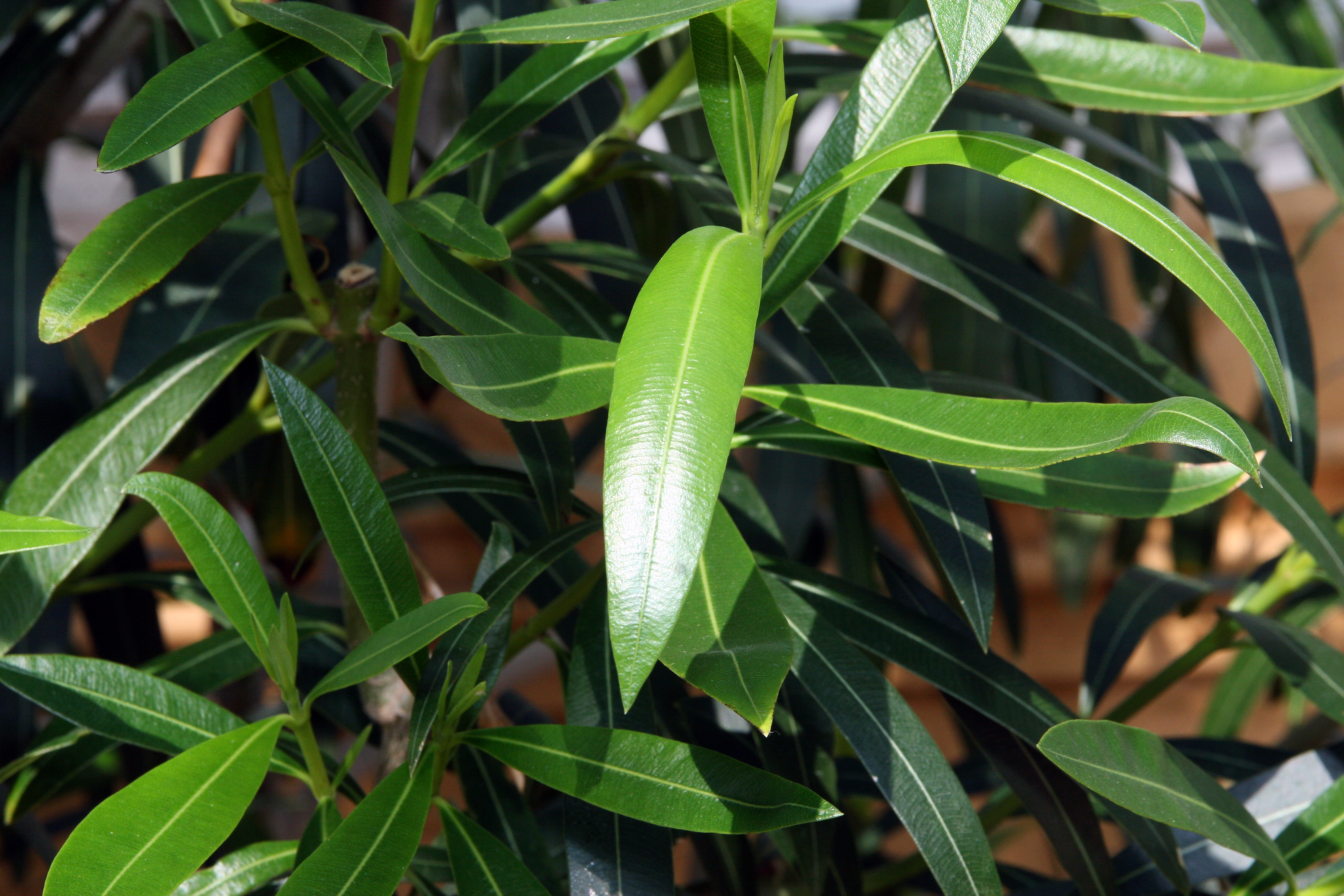
Olistění oleandru
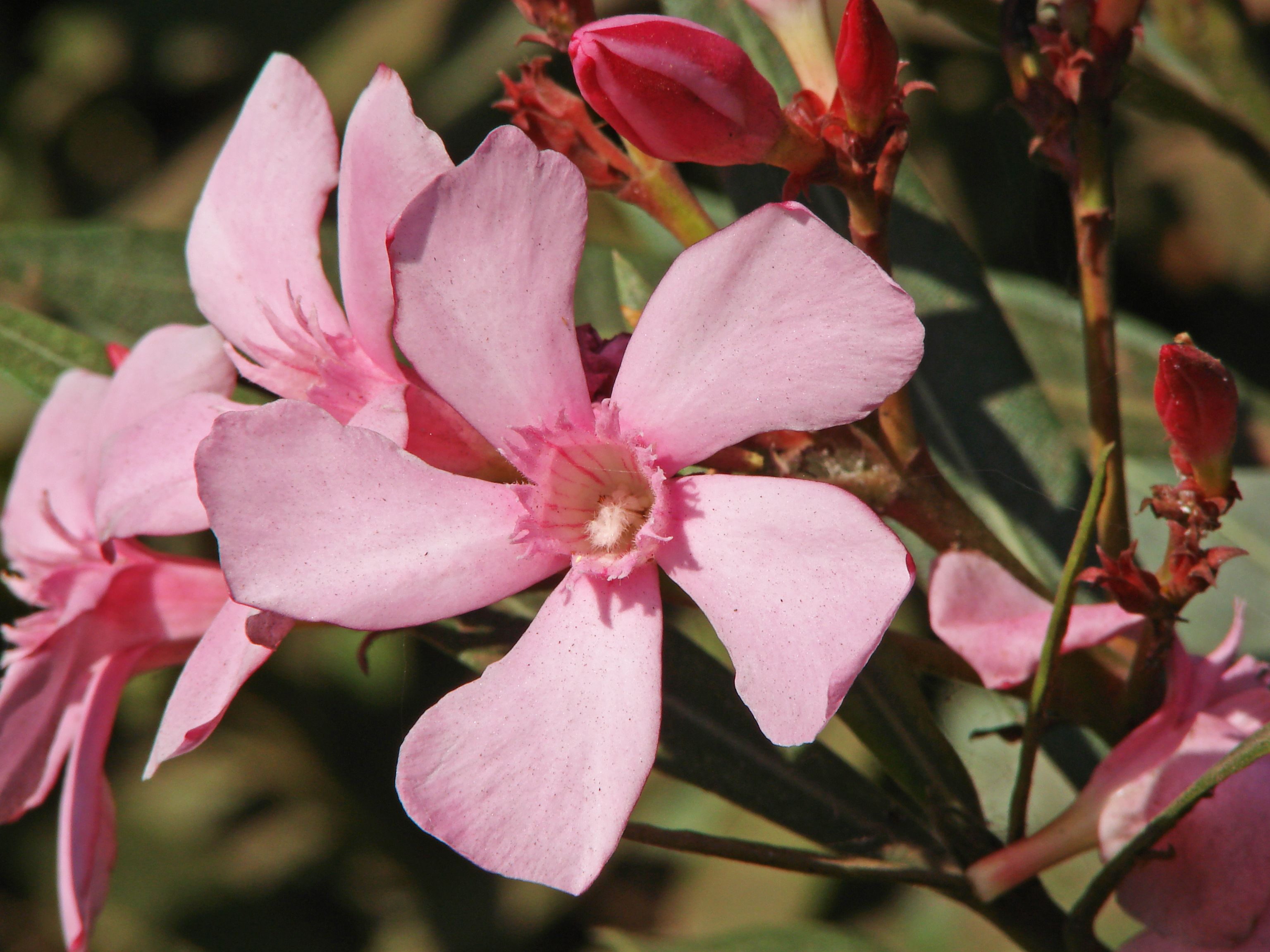
Detail květu
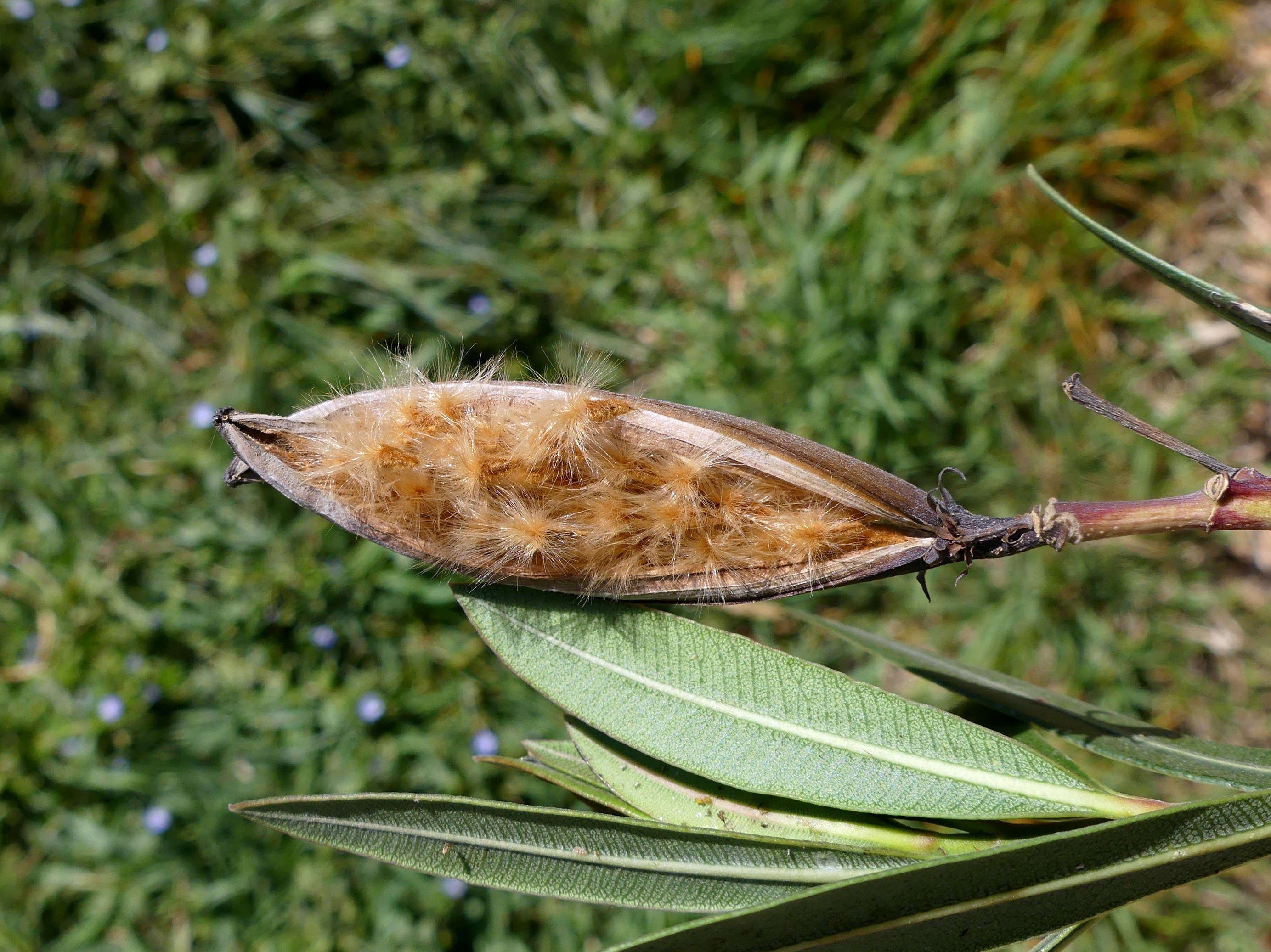
Puklý měchýřek

## Rozšíření
Oleandr je přirozeně rozšířen v rozsáhlé oblasti od Středomoří přes jihozápadní Indii po Myanmar, podle některých zdrojů i v jižní Číně. Vzhledem k tomu, že byl již od dávných časů pěstován, zdomácněl v klimaticky příhodných oblastech různých částí světa a jeho prapůvodní areál není možno s jistotou vymezit. V České republice neroste ani nezplaňuje.
Za oblast původu oleandru je nejčastěji považována jihozápadní Asie. Výskyt ve Středomoří byl prokázán již od oligocénu a miocénu. V tomto období zde vládlo teplé a vlhké podnebí a oleandr proto představuje tropický element keřové středomořské flóry. Analýzou chloroplastové DNA byla zjištěna velmi nízká genetická variabilita mezi středomořskými populacemi na rozdíl od vybraných saharských populací. Za možnou příčinu je považován ústup druhu v dobách ledových a následná opětovná kolonizace středomořských zemí z refugia v poledové době.

## Ekologické interakce

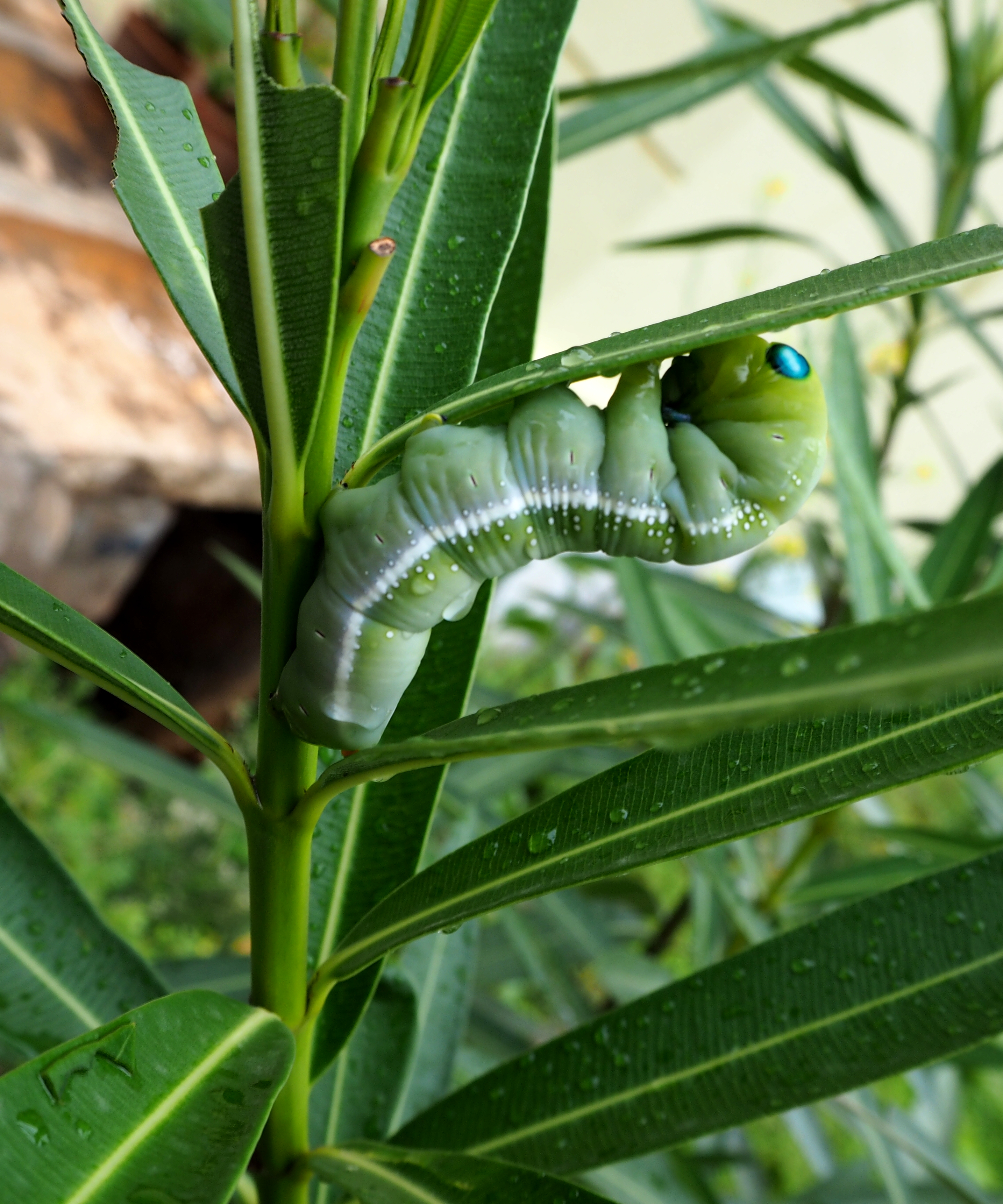
Housenka lišaje oleandrového

Nápadné květy oleandru postrádají nektar a opylovačům tak nabízejí jako protihodnotu pouze pyl. Hmyz je navštěvuje jen zřídka. Opylují je zejména robustnější druhy včel, přilákané vůní a barvou květu, často však dochází k samoopylení. Semena jsou opatřena chlupy, které jsou za sucha rozestálé a umožňují šíření větrem. Semena se šíří také vodou. Mladé semenáčky jsou v prvním roce citlivé na vyschnutí, což je jedním z důvodů proč tento celkem suchomilný keř ve Středomoří doprovází vodní toky. Samosprašnost umožňuje kolonizaci nových lokalit i prostřednictvím jediné mateřské rostliny.
Ve Středomoří se na listech oleandru živí housenky lišaje oleandrového (Daphnis nerii), nočního motýla, který se vzácně objevuje i ve střední Evropě. V Africe konzumují oleandr jako náhradní potravu housenky martináče Antherina suraka a Gonimbrasia zambesina, v Asii housenky baboček rodu Euploea, v Americe housenky monarcha Danaus gilippus. V Americe napadají oleandrové keře i housenky přástevníka Syntomeida epilais, které jsou zde prostě známé jako „oleandrové housenky“.

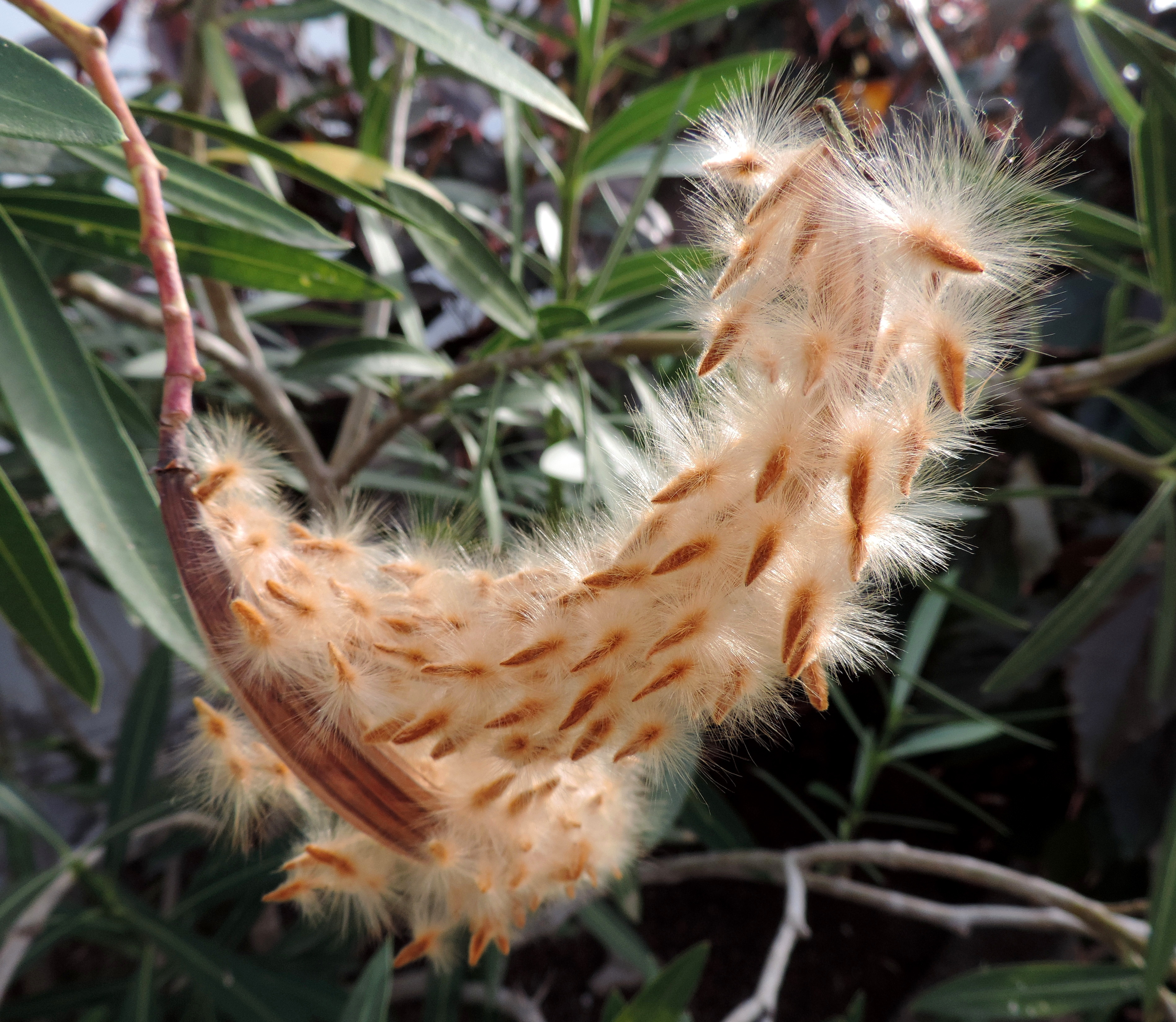
Semena oleandru připravená k roznosu větrem
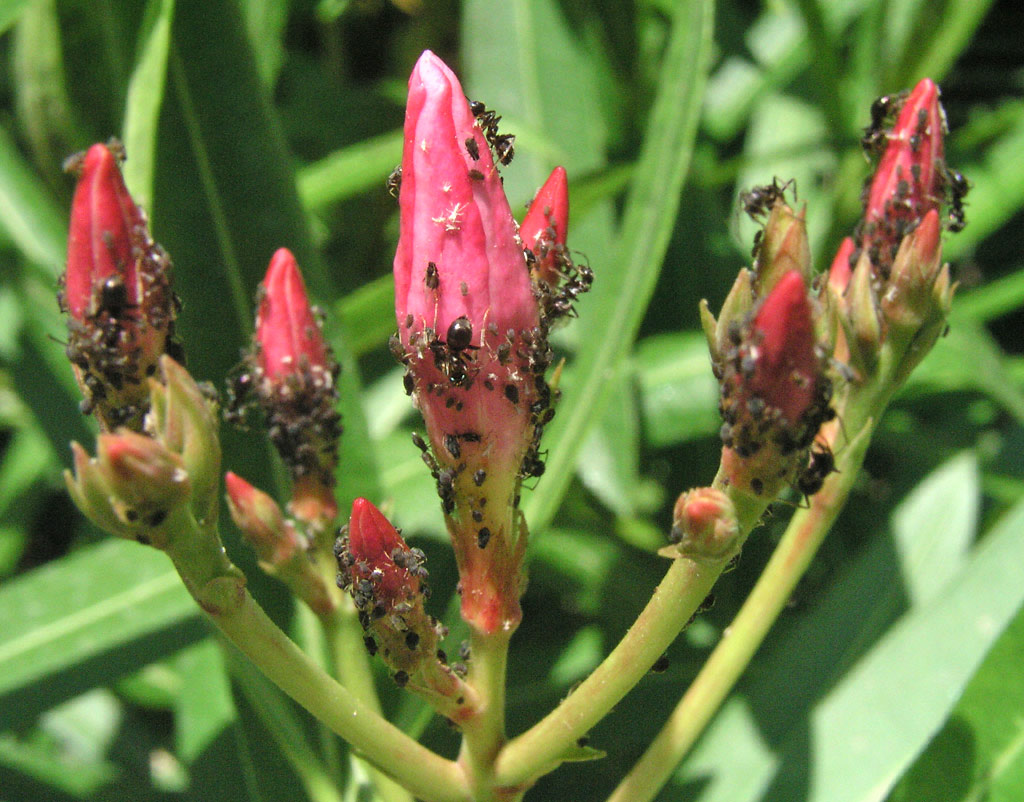
Mšice a mravenci na oleandru
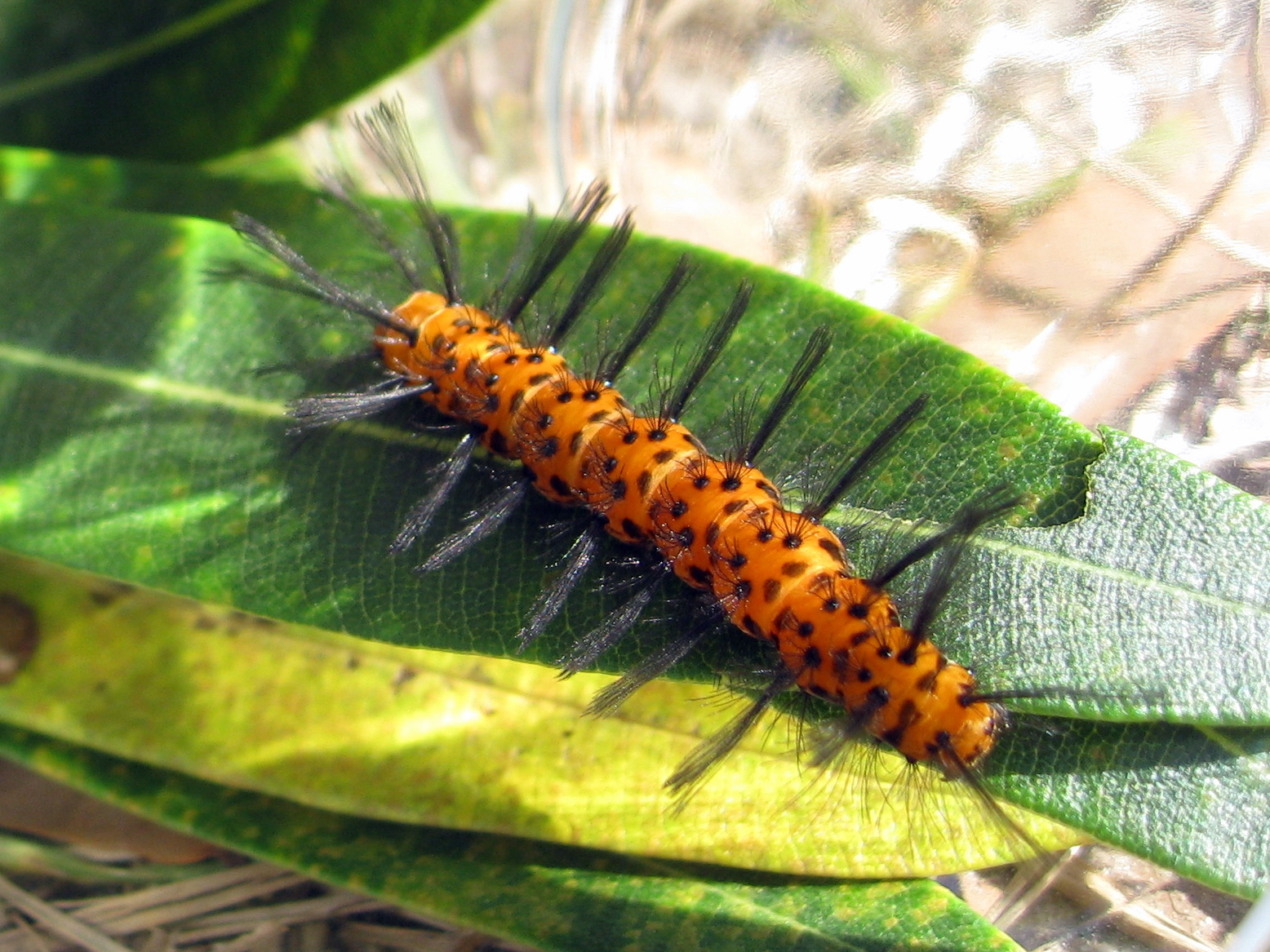
Housenka amerického přástevníka Syntomeida epilais

## Obsahové látky a jedovatost
Hlavními účinnými látkami oleandru jsou srdeční glykosidy, především oleandrin.
Nejvyšší koncentrace těchto látek je v semenech a kořenech (až 0,6 %), následovaných plody a listy. Obsah oleandrinu je nejvyšší v listech, květech a semenech a pohybuje se v rozmezí 0,12 až 0,16 %.
Mechanismus účinku oleandrových glykosidů na organismus spočívá v inhibici molekulární sodno-draselné pumpy (Na⁺/K⁺-ATPáza), jejíž funkce je zásadní pro činnost srdce. Účinek je podobný jako u glykosidů náprstníku. Mezi hlavní příznaky otravy u člověka náleží znecitlivění jazyka a hrdla, nechutenství, zvracení, krvavý průjem, křeče, srdeční arytmie, bradykardie, rozšířené zornice, zmodralé rty a ruce a dušnost. Zpomalení srdeční činnosti až na 50 tepů za minutu může vést k zástavě srdce z důvodu jeho nedostatečného prokysličení. Neurologické projevy zahrnují zmatenost, změněné stavy vědomí, poruchy koordinace pohybů a svalovou slabost, občas se objevují i poruchy zraku (žluté vidění). Častým projevem je hyperkalémie (zvýšená hladina draslíku v krvi), jejíž míra je v přímé souvztažnosti s vážností otravy. Smrt může nastat po 2 až 3 hodinách zástavou srdce a dechu.
Otravu může přivodit již požití jednoho listu či květu. 
Údaje o počtu listů způsobujících smrtelnou otravu se v různých zdrojích liší. V recenzovaných zdrojích lze nalézt údaje o smrtelných případech u dospělých lidí po konzumaci listů v rozmezí 5 až 15 kusů. Naproti tomu byl zaznamenán případ, kdy požití 3 listů sedmiletým dítětem vedlo pouze k mírným příznakům otravy.  
Jedovatý je i kouř vznikající při spalování oleandru a také voda, v níž se části rostliny nacházely (například z vázy).
Kontakt se šťávou může způsobit dermatitidu, vyrážku či puchýře.
Otrava oleandrem vyžaduje bezodkladný lékařský zásah. První pomoc spočívá ve vyprázdnění trávicího traktu (vyvolání zvracení, výplach střev) a podávání aktivního uhlí. Lékařská péče je podobná jako u otrav náprstníkem. Sleduje se srdeční činnost a hladina draslíku v krvi. K podpoře srdeční činnosti se někdy podává atropin. Nejúčinnějším známým protijedem jsou přípravky vyráběné z ovčích digoxin-specifických Fab fragmentů imunoglobulinu (např. Digibind či DigiFab), používané primárně při otravách náprstníkovými glykosidy.
Oleandr je častou příčinou otrav hospodářských zvířat, pro něž je obdobně toxický jako pro člověka. Na pastvě se mu zvířata pro hořkou chuť zpravidla vyhýbají, nejčastěji se otráví po požití částí rostliny ležících na zemi nebo napadaných do sena či vody např. po prořezu živých plotů. U koně či hovězího dobytka stačí k otravě asi 10 až 20 listů. Příznaky otravy mohou připomínat koliku. Rozvíjejí se zpravidla v průběhu 2 až 4 hodin po pozření rostliny, mezi zjevné příznaky náležejí bolesti břicha, slabost, ochablost bachoru, zvýšené slinění. Smrt nastává v rozmezí 12 až 36 hodin od nástupu příznaků, při silné dávce i v průběhu hodiny. Střední smrtná dávka (LD50) sušených listů oleandru činí u koně a hovězího dobytka asi 0,005 % tělesné hmotnosti.
Jsou známy případy, kdy se zvířata otrávila vodou, v níž byl napadaný materiál z oleandru.

Strukturní vzorec oleandrinu
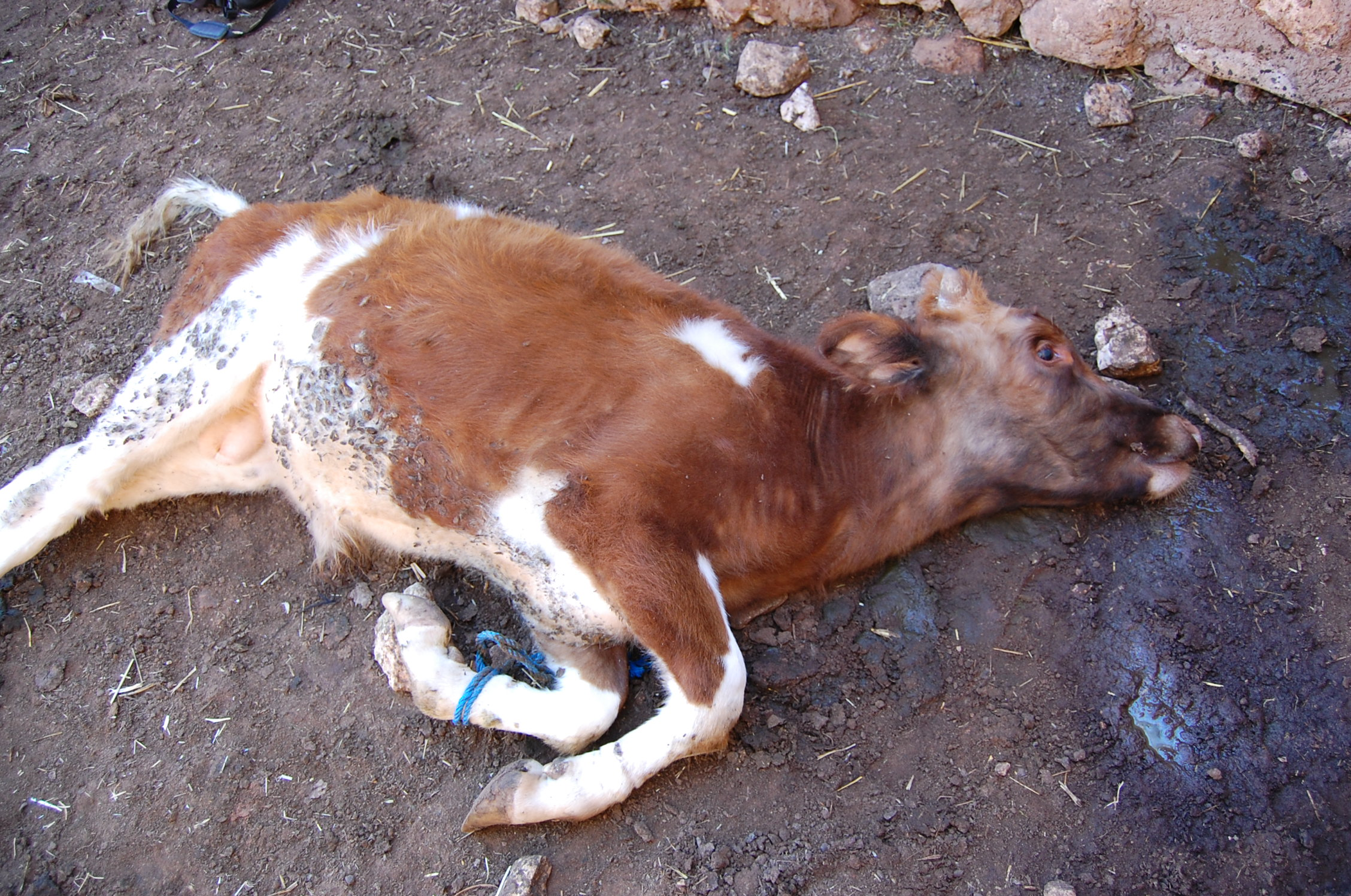
Dobytče v Maroku, uhynulé po otrávě oleandrem

## Folklór
V souvislosti s oleandrem se často uvádí, že vojáci Alexandra Velikého se otrávili při pečení masa na větvích tohoto keře. Podobný příběh se traduje i o francouzských vojácích u Madridu v roce 1809. Později se objevovaly v USA a Austrálii podobné zkazky o skupinách trampů. V roce 2021 byla publikována studie, která pravdivý základ těchto pověstí přinejmenším zpochybňuje. V  rámci experimentu byly na čerstvé i sušené pruty oleandru podélně napíchnuty párky a po opečení na grilu analyzovány v laboratoři. Zjistilo se, že takto upravené párky obsahují pouze zanedbatelné množství oleandrinu, které nemůže vést k příznakům otravy. 
Další často uváděnou mystifikací je, že jedovatý je i nektar v květech oleandru. Jedná se o omyl, neboť květy této rostliny žádný nektar neobsahují. Pravděpodobně se jedná o záměnu s rododendronem. Přesto nelze kontaminaci medu oleandrinem zcela vyloučit, neboť včely květy občas navštěvují kvůli sběru pylu, který je údajně jedovatý.

## Taxonomie
Rod Nerium je v rámci čeledi Apocynaceae řazen do podčeledi Apocynoideae, tribu Nerieae a subtribu Neriinae. Nejblíže příbuzným rodem je Adenium. Rostliny rozšířené v Indii a jižní Číně byly v minulosti uváděny pod názvem Nerium indicum.

## Význam a pěstování

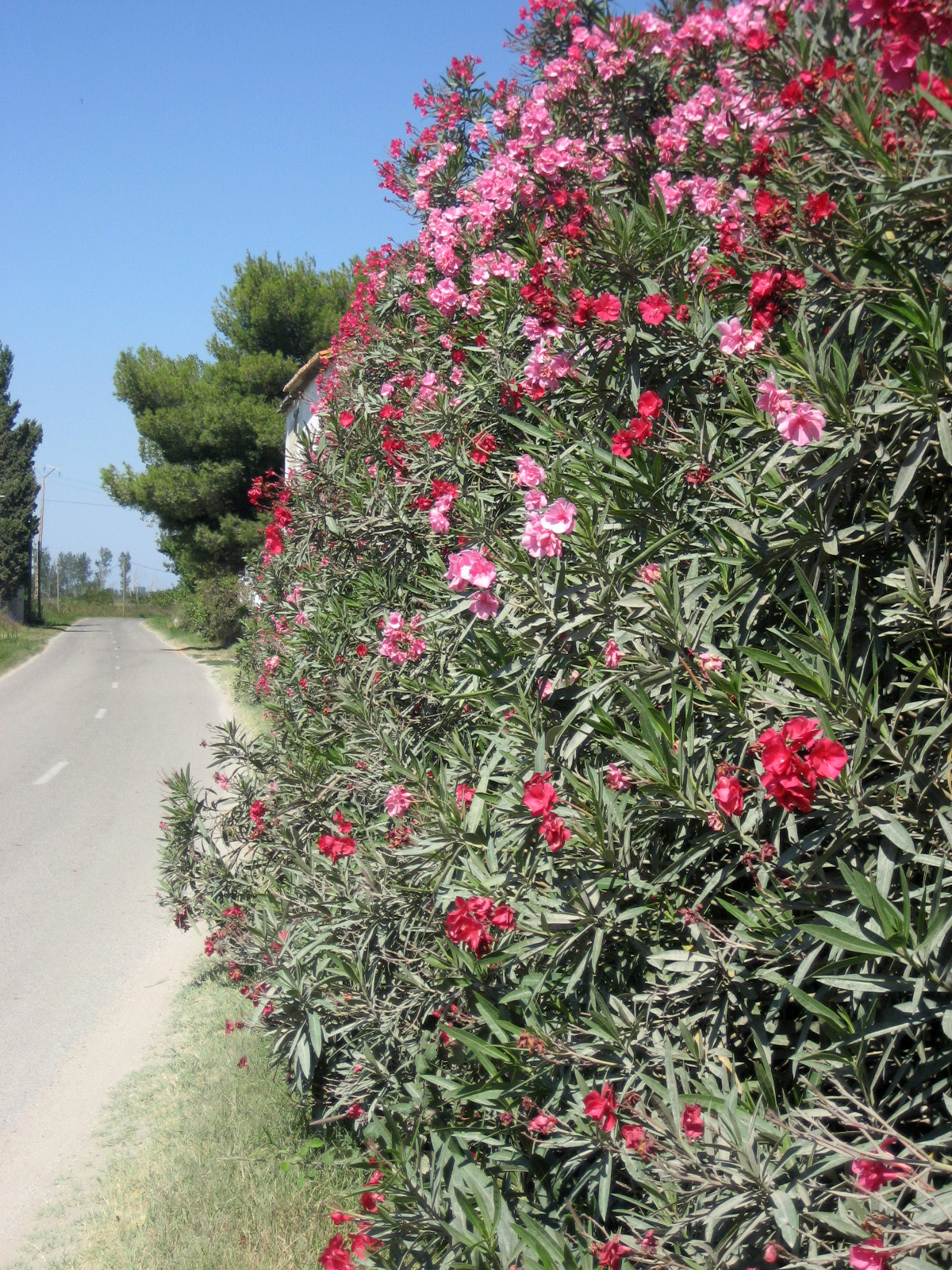
Keř oleandru ve Francii

Oleandr se v oblastech se středomořským (mediteránním) klimatem velmi často vysazuje jako okrasný keř. Byla vypěstována pestrá škála různých okrasných kultivarů, lišících se barvou květu, utvářením koruny (jednoduché či zdvojené korunní lístky), délkou kvetení i odolností vůči mrazu.
Oleandr je slunomilná dřevina, která prospívá v oblastech s horkým a suchým létem a mírnou zimou. V celoročně vlhkém a teplém klimatu se mu nedaří. Zóna odolnosti bývá uváděna 11 až 8, měl by být tedy mrazuvzdorný přibližně do -10 °C. Lehký mráz je schopen přestát, silnější mrazy jej již poškozují. V podmínkách střední Evropy jej lze pěstovat jako kbelíkovou rostlinu, která se v létě umístí ven a přes zimu na světlé a chladné místo uvnitř.
Půda by měla být spíše neutrální a především dobře propustná. Dobře uchycená rostlina je odolná vůči horku i suchu. Množí se snadno řízkováním, řízky nejlépe koření při spodním teple.
Oleandry dobře snášejí tvarování řezem a lze je i radikálně zmladit. Květy se utvářejí na mladých výhonech a kvete proto již v prvním roce po zástřihu. Pro pravidelně zastřihované živé ploty není moc vhodný, protože nové listy se tvoří na vrcholech větví a keře se pak od báze vyholují. Za vlhkého léta bývají rostliny napadány hlísticemi a puklicemi.
V Indické Ájurvédě se listy a šťáva oleandru používají při úplavici a kožních infekcích. Listy a kůra se zevně přikládají při ekzémech a svrabu. Popel ze spálených listů se aplikuje přímo na zranění a otevřené vředy k usnadnění hojení. V Číně byly oleandrové glykosidy tradičně používány při srdečním selhání a fibrilaci. Současné výzkumy ukazují, že nízké dávky těchto glykosidů stimulují imunitní systém u pacientů s rakovinou.
V Indii byl oleandr využíván též při léčbě malomocenství, k vyvolání potratu a sebevražedným účelům. V Evropě se používá jako jed na krysy. Rostlina působí též jako insekticid a pesticid.

Bohatě kvetoucí keř v Itálii
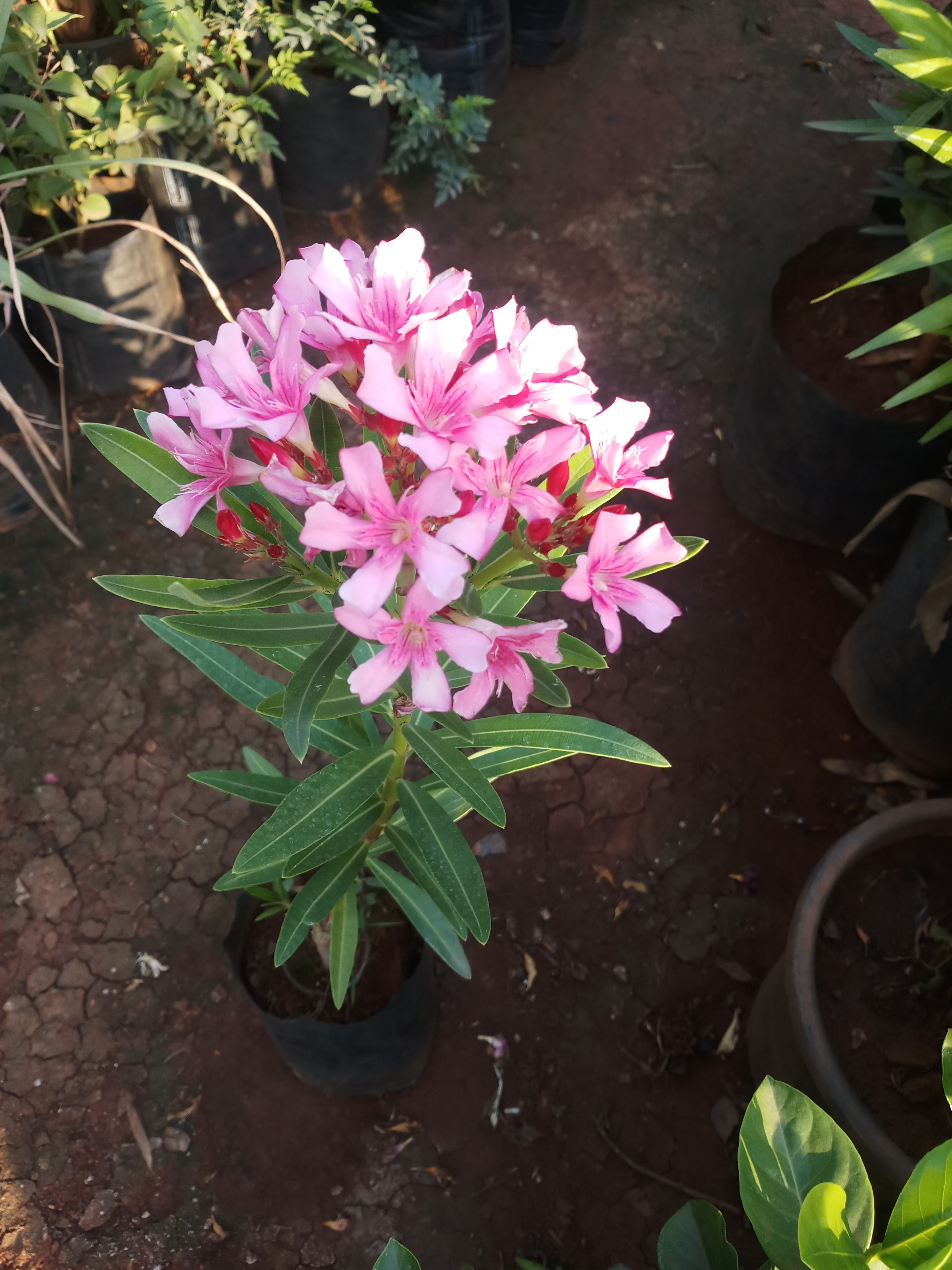
Oleandr jako kbelíková rostlina
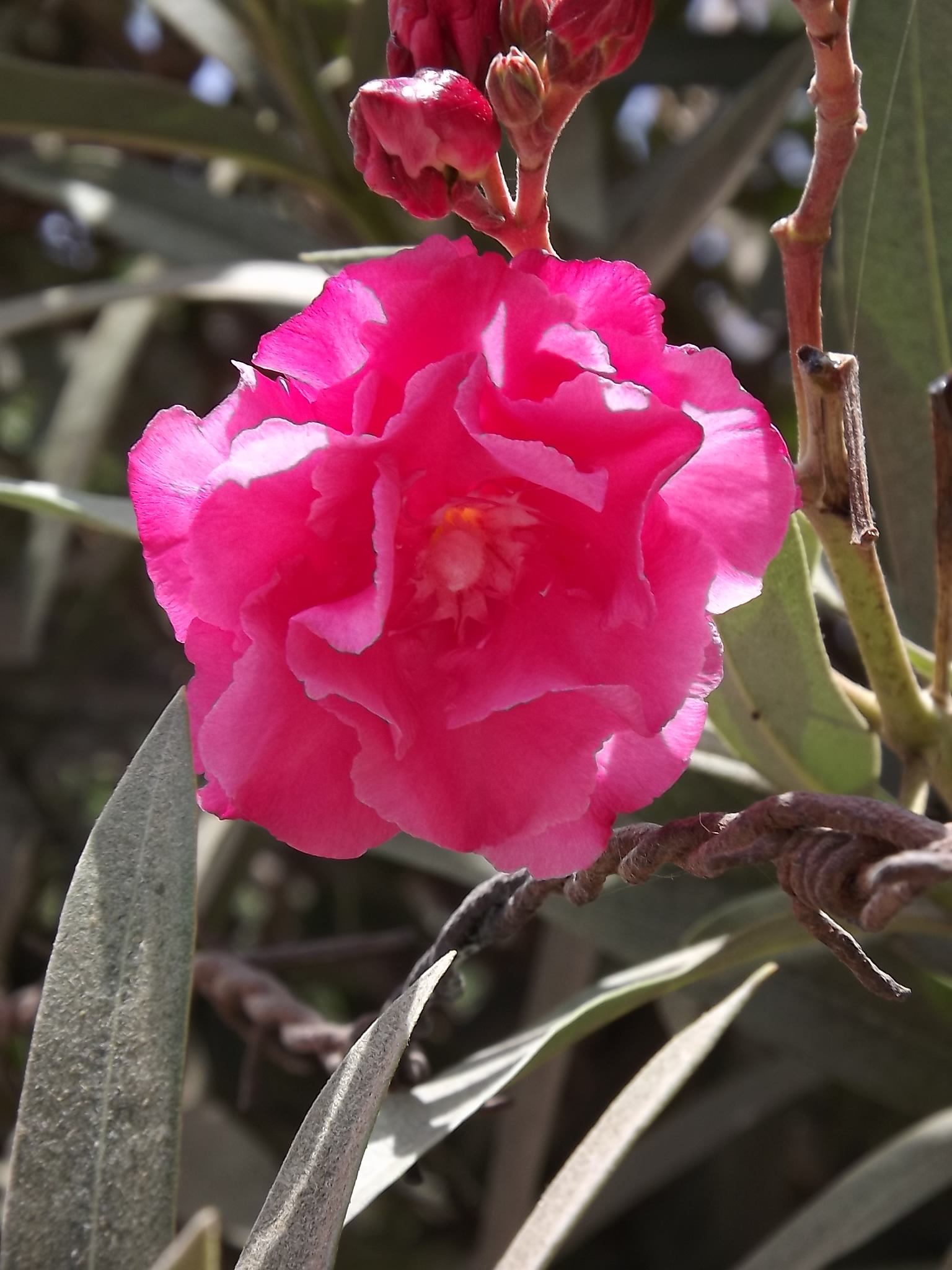
Kultivar se zdvojenými korunními lístky